# Vuori-Pukki
Vuori-Pukki är en ö i Finland. Den ligger i sjön Suvasvesi och i kommunen Kuopio i den ekonomiska regionen  Kuopio ekonomiska region  och landskapet Norra Savolax, i den centrala delen av landet, 300 km nordost om huvudstaden Helsingfors. Öns area är 1,9 hektar och dess största längd är 260 meter i nord-sydlig riktning.